# Tomaspisinella bimaculata
Tomaspisinella bimaculata är en insektsart som beskrevs av Victor Lallemand 1938. Tomaspisinella bimaculata ingår i släktet Tomaspisinella och familjen spottstritar. Inga underarter finns listade i Catalogue of Life.